# 1. kniha královská
1. kniha královská, hebrejsky (ספר מלכים (א, Sefer melachim (1), „(První) kniha králů“ je jednou z knih Starého zákona. Následuje po 2. knize Samuelově a předchází před 2. knihou královskou. Je součástí většího komplexu knih, tzv. deuteronomistického dějepisného díla a spolu s nimi pojednává o dějinách Izraelského národa. Vznik knihy se datuje stejně jako vznik ostatních knih deuteronomistického komplexu do druhé poloviny 6. století př. n. l.
V řecké Septuagintě se nazývá Βασιλειῶν Γʹ (basileión 3, „3. kniha království“), neboť jako 1. a 2. kniha království se označují 1. a 2. kniha Samuelova. Zatímco křesťané tuto knihu řadí mezi knihy historické, Židé ji počítají mezi knihy prorocké, neboť za jejího autora je tradičně považován prorok Jeremjáš.
Kniha navazuje plynule na 2. knihu Samuelovu a popisuje následující události:
1. Konec Davidovy vlády a jeho smrt (1)
2. Šalomounův boj o trůn a jeho následná vláda (2–11)
3. Rozdělení království na Izrael a Judsko (12,1–14,20)
4. Paralelní dějiny těchto dvou království až do zániku severní Omrího dynastie (14,21–21,54)

Kniha končí nástupem judského krále Jóšafata a izraelského krále Achazjáše. Z historického hlediska pojímá období mezi lety cca 960 př. n. l. (nástup Šalomouna) a 850 př. n. l. (nástup krále Achazjáše).
Kromě více jiných starších a původních pramenů v sobě 1. kniha královská zahrnuje i cyklus vyprávění o proroku Eliášovi (17–21; jeho smrt je však popsána až na začátku 2. knihy královské).